# Sioux Falls Skyforce
Sioux Falls Skyforce és un equip de bàsquet que juga en l'NBA Development League, la lliga de desenvolupament que regula l'NBA. Juguen en la ciutat de Sioux Falls, en l'estat de Dakota del Sud, en l'estadi Sioux Falls Arena/Arena.

## Història

### CBA
Els Skyforce van començar la seua marxa professional en la CBA, la lliga de bàsquet més veterana dels Estats Units, l'any 1989. En els 17 anys que ha competit en aquest campionat, ha aconseguit arribar en quatre ocasions a les finals, obtenint el títol l'any 1996, on van derrotar els Fort Wayne Fury per 4 victòries a 1, i en 2005, on van vèncer als Rockford Lightning per 3 a 1.
La ciutat va albergar l'All-Star Game de la CBA en 3 ocasions, en els anys 1996, 2000 i 2003.

### NBA Development League
L'any 2006 va passar a formar part de la lliga de desenvolupament de l'NBA, l'NBA Development League, competició afavorida per la lliga major, i que nodreix de jugadors a la mateixa. Cada equip té un o diversos equips afiliats en la competició major, en el que el futbol podria dir-se equips filials. Les afiliacions dels Skyforce són Minnesota Timberwolves i Miami Heat.
En la temporada 2006-2007 ocupaven la segona posició de la Divisió Est 